# Nadine Léo
Nadine Léo, née en  29 mars 1963 à Saint-Laurent-du-Maroni, est une auteure-compositrice-interprète et chanteuse de musique traditionnelle créole, originaire de la Guyane.

## Discographie

### Single
2010 : Ti nènèl

### Album
2019 : Tanbou Lagwiyann An mo Disan